# Pedro Escudero (médico)
Pedro Escudero (Buenos Aires, Argentina, 11 de agosto de 1887 - Buenos Aires, Argentina, 23 de enero de 1963) fue un médico argentino.

## Biografía
Cursó el secundario en el Colegio Nacional de Buenos Aires y fue alumno de Ángel Gallardo. En 1902 egresó de la Facultad de Ciencias sociales con Medalla de Honor; antes de recibirse desempeñó sus primeros cargos como Secretario del Círculo Médico Argentino.
Instaló un consultorio en Barracas al Norte donde ejerció durante 12 años. Se sintió tan honrado de haberlo concretado que en sus obras nombra con orgullo esta experiencia.
Fue Jefe de Servicio del Hospital Rawson durante 23 años desde 1905 y Jefe de Sala V del Hospital de Clínicas. Fue fundador y Director del Instituto Nacional de la Nutrición y fue el maestro de generaciones de médicos argentinos y latinoamericanos por lo que se lo considera también “el padre de la especialidad en América”. La creación del Instituto no fue ni la reproducción fiel ni el perfeccionamiento de algo existente, fue una verdadera creación en el sentido estricto de la palabra, que partió de una idea, de una inspiración, basada en profundos conocimientos médicos, biológicos, económicos y sociales impulsados por un elevado sentido humanitario, con un hondo contenido social y dirigido por una voluntad tenaz, férrea e incansable.
Su carrera académica fue brillante: presidente de la Asociación Médica Argentina (1919-1922, en dos períodos); profesor suplente de Clínica Médica y profesor titular en 1921, miembro titular de la Academia Nacional de Medicina en 1928; profesor fundador de la Cátedra de Nutrición. Más tarde fue designado miembro de la Comisión Permanente para el Estudio de la Alimentación del Hombre Enfermo, rama de la Asociación Internacional de los Hospitales con asiento en Bruselas. Durante su presidencia en la Asociación Médica Argentina, impulsó la creación de la Sociedad Argentina de Biología, dirigida por Bernardo Houssay.
Creó en 1941 la Asociación Argentina de Nutrición y Dietología, destinada a reunir a sus discípulos y a todos los interesados en el progreso de esta rama de la ciencia. En 1945 se crea, gracias a su impulso, la Cátedra de Cocina Dietoterápica.
Murió en Buenos Aires el 23 de enero de 1963.

## Reconocimientos
El 11 de agosto, día de su nacimiento, se celebra el «día del nutricionista». La Sociedad Argentina de Diabetes otorga el premio «Pedro Escudero» cada dos años con el objetivo de promover la investigación sobre la diabetes, al mejor trabajo sobre la especialidad.

### Leyes de la Alimentación
Pedro Escudero creó las Leyes de la Alimentación para conocer la normalidad de un plan alimentario. Estas normas se denominan:
```
 Ley de la Cantidad: todo plan debe cubrir las necesidades calóricas de cada organismo. Por ello, debemos estimar el gasto energético del individuo para mantener su balance energético.
```

```
 Ley de la Calidad: todo plan debe ser completo en su composición, esto es, que debe aportar hidratos de carbono, proteínas, grasas, vitaminas y minerales. El valor calórico total debe tener una distribución adecuada y tener en cuenta, además, los alimentos protectores.
```

```
 Ley de la Armonía: esta ley se refiere a la relación de proporcionalidad entre los distintos nutrientes. Por ejemplo cuando relacionamos el post-train con la adecuada relación de hidratos y proteínas.
```

```
 Ley de la Adecuación: la alimentación se debe adecuar al momento biológico, a los gustos y hábitos de las personas, a su situación socioeconómica y a la/s patología/s que pueda presentar.
```

Las cuatro leyes están relacionadas entre sí y se complementan. Por lo tanto, desde el punto de vista biológico, se puede decir que existe una sola ley de la alimentación: la alimentación debe ser suficiente, completa, armónica y adecuada. El plan de alimentación correcto es el que responde a estas cuatro leyes. Se lo denomina también régimen normal. No obstante, desde el punto de vista médico, sólo podrá modificarse una de las leyes con fines terapéuticos, en cuyo caso, el régimen es dietoterápico. La ley que siempre debe cumplirse es la Ley de la Adecuación, de lo contrario el régimen es incorrecto.